# Франтішек Челаковський
Франтішек Челаковський (чеськ. František Ladislav Čelakovský), літературний псевдонім Маркіан Громотлюк (7 березня 1799, Страконице — 5 серпня 1852, Прага) — чеський поет, філолог, діяч національного відродження. 1833 року зробив, імовірно, перший переклад чеською української літератури (пісня Наталки Полтавки з п'єси І. Котляревського).
Видав збірку «Slovanské národně pěsni» (1822 — 27), в якій є й українські пісні. Перекладав чеською мовою Левка Боровиковського, Амвросія Метлинського, Миколи Костомарова, Маркіяна Шашкевича. Твори Челаковського перекладав Амвросій Метлинський та Олександр Корсун.